# Ячмінь звичайний

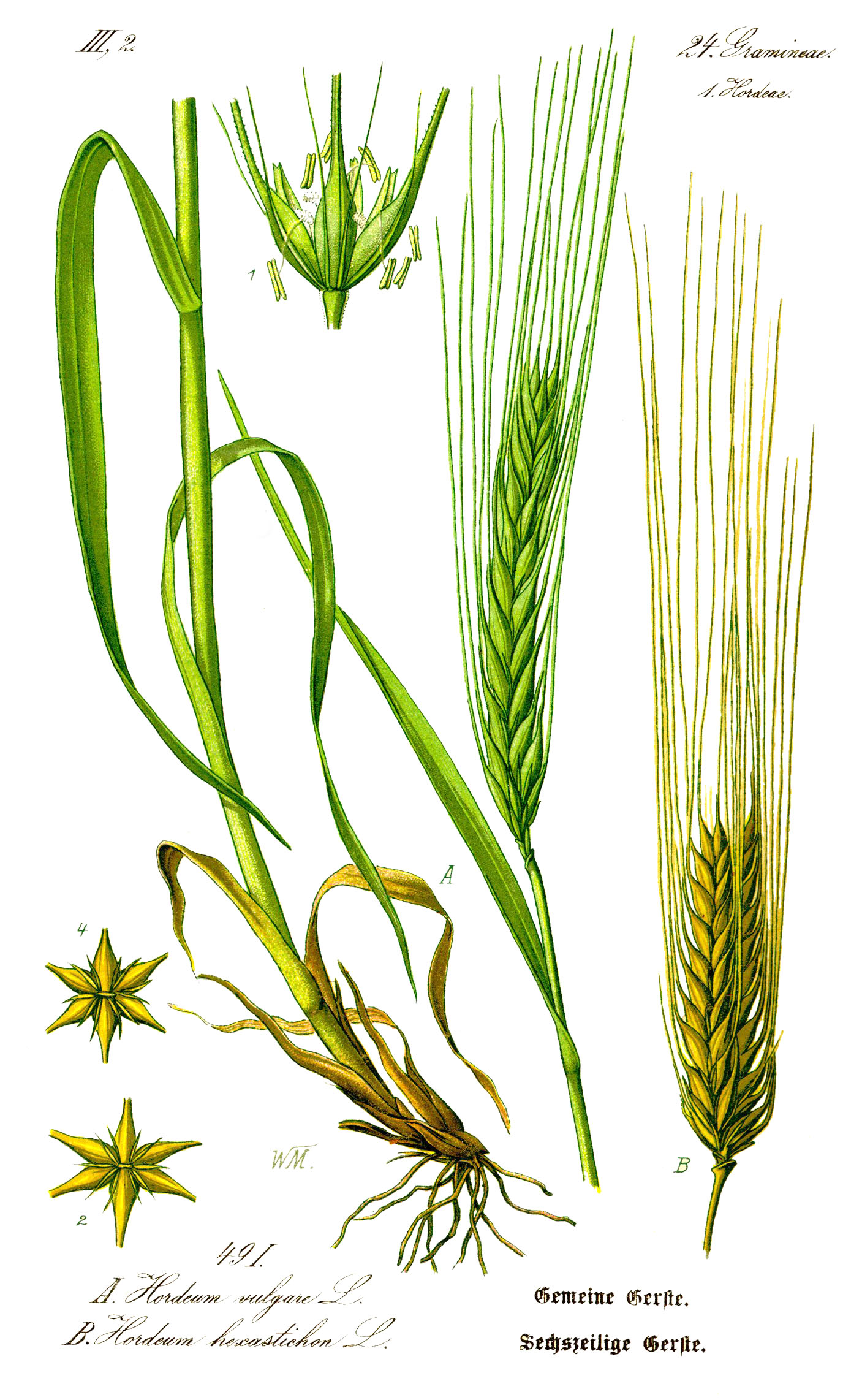
Частини рослини

Ячмінь звичайний (лат. Hordéum vulgáre) — вид ячменю, що зазвичай обробляється в сільському господарстві, одна з найдавніших культурних рослин в історії людства (10 000 років тому).

## Ботанічний опис
Ячмінь звичайний — однорічна рослина висотою 30-60 см, у культурних сортів — до 90 см з листям до 30 см завдовжки та 2-3 см шириною. Утворює колос довжиною близько 10 см. Кожен колосок — одноцвіт, плід — зернівка. Стрижень колоса складається з члеників, які мають вгорі виступи, на котрих сидять колоски. На кожному виступі стрижня є три колоски.
Корнева система мичкувата. Зерно проростає зародковими корінцями, яких буває від 4 до 7. Сходи ячменю сизувато-зелені. Стебло порожнє, заввишки 50—140 сантиметрів, з 5—7 вузлами. Листки значно ширші ніж у пшениці. Язичок короткий, без зубчиків. Вушка досить великі, охоплюють соломину і заходять одно за одне. За вушками і язичками ячмінь на початку вегетації легко відрізнити від пшениці та вівса.
Квітки ячменю двостатеві. Ячмінь звичайний самозапильна рослина. Цвітіння відбувається перед колосінням. У спекотну погоду ячмінь цвіте після колосіння, тому можливе перехресне запилення. Зерно ячменю зростається з квітковими лусками або голе, досить широке і стиснуте від спинки.

## Поширення і екологія
Дикий ячмінь звичайний зростає від Північної Африки до Тибету.

## Історія
Ячмінь належить до найдавніших культурних рослин. Як і пшениця, він був окультурений в епоху неолітичної революції на Близькому Сході понад 10 тысяч років тому. Дикий ячмінь (Hordeum vulgare) поширений на широкому просторі від острова Крит та Північної Африки на заході до Тибетських гір на сході.
У Палестині ячмінь почали вживати в їжу не пізніше ніж 17 тисяч років тому. Давні євреї сіяли його наприкінці осені, жнива ячменю починалися раніше жнив пшениці, на другий день опресночний, тобто в 16-й день місяця нісана. Сусідні з євреями народи також займалися обробкою ячменю у значній кількості. Цар синів Аммонових протягом трьох років платив данину Йоафаму, цареві юдейському, і щороку надсилав до Юдеї по десять тисяч корів ячменю, тобто понад вісім тисяч з половиною чвертей. Борошно з ячменю становило одне з жертовних речей. Ячмінний хліб був жорстким і важким і вважався менш поживним, ніж пшеничний, але здоровішим, і становив звичайну їжу для простого народу. За царя Соломона безліч ячменю відправляли за кордон. Дроворубам, які працювали на будівництві храму в Лівані, цар Соломон надсилав в їжу: "… пшениці двадцять тисяч корів, і ячменю двадцять тисяч корів. ". Ячмінь вживався і на корм коням і мулам. Під час нужди ячмінь продавався за дуже високою ціною.
Найдавніші зразки культурного ячменю знайдено у Сирії та належать до однієї з найдавніших неолітичних культур докерамічного періоду. Він виявлений також у давньоєгипетських гробницях та у залишках озерних пальових будівель (тобто, у кам'яному та бронзовому періодах). В Європу ячмінь поширився з Малої Азії у IV—III тисячоліттях до н. е. За багатьма історичними пам'ятками можна судити про широке поширення ячменю у віддалений час. Зокрема, на Корейському півострові він народився пізніше 1500—850 років до н. е. Не виключено, що ячмінь був введений у культуру в різних місцевостях незалежно. У Центральній Європі культура ячменю вже у Середньовіччі стала загальною. У країнах Америки ячмінь є порівняно новою культурою, яку завезли переселенці з Європи у XVI—XVIII століттях. До Росіі ячмінь міг проникнути з Євразії через Сибір або Кавказ і здавна мав велике значення як харчовий продукт для тих місцевостей, де культивування інших хлібів було неможливим або ускладненим.
Озимий ячмінь більш молода культура, ніж ярий ячмінь (приблизно на 2000 років). Зараз у багатьох країнах відзначається перехід до вирощування озимого ячменю. Практично повністю на осінню сівбу перейшли Румунія та Болгарія, більш ніж половина площ в Німеччини та Франції, багато озимого ячменю сіють в Угорщині та Польщі. У світовому рослинництві на озимий ячмінь припадає близько 10 % площ.

## Ячмінь звичайний у культурі
Вегетаційний період, залежно від сорту, становить 60—110 днів. В обробленні ячмінь менш вибагливий, ніж інші злаки. Насіння ячменю можуть проростати за температури +1° C — +3° C, а визрівати при +18° C. Скоростиглі сорти вирощуються далеко на півночі і високо в горах (до 4500 м над рівнем моря).

## Хімічний склад зерна
Зрілі зерна містять до 15.8 % білків, 76 % вуглеводів, 3-5 % жирів, 9.6 % клітковини, ферменти, вітаміни групи В, D, Е, А.

## Систематика

### Внутрішньовидові таксони
Виділяють деякі підвиди, наприклад:
- Ячмінь дикий
- Ячмінь дворядний
- Ячмінь шестирядний

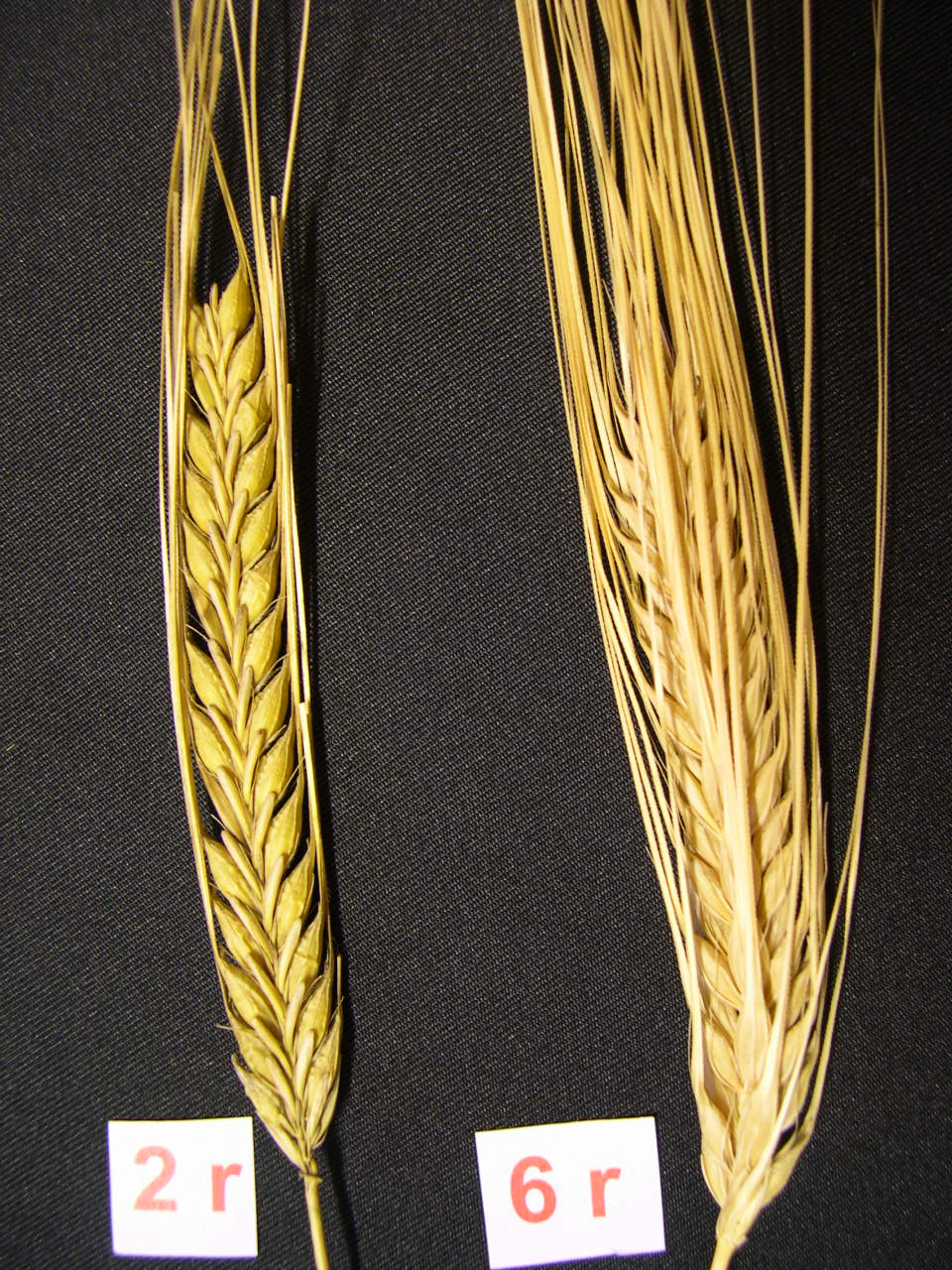
Дворядний та шестирядний ячмінь

Дві широко поширені культурні різновиди ячменю звичайного — дворядний ячмінь, родом з Передньої Азії, і шестирядний ячмінь з Східної Азії. У обох різновидів колоски сидять по три з двох сторін колосового стрижня, утворюючи шість поздовжніх рядів уздовж колоса. Однак у дворядного ячменю, як і у дикого ячменю, лише два з шести поруч сидячих колосків запліднені, з них і розвиваються зернівки, чотири інших — безплідні та скорочені до колоскових лусок, тому на колосі дозріває два ряди зернівок і помітні чотири ряди лусочок — по два ряди з двох сторін колоса. У шестирядного ячменю всі сусідніх колосків запліднені й стиглий колос має шість рядів зернівок.

## Виробництво ячменю
| Країна              | 2009  | 2010  | 2012   | 2014   | 2017   | 2018   | 2020   | 2023  |
| ------------------- | ----- | ----- | ------ | ------ | ------ | ------ | ------ | ----- |
| Німеччина           | 12,3  | 10,4  | 10,42  | 11,56  | 10,85  | 9,58   | 10,77  | 11,0  |
| Франція             | 12,9  | 10,1  | 11,35  | 11,77  | 10,55  | 11,19  | 10,27  | 12,1  |
| Україна             | 11,8  | 8,5   | 6,94   | 9,05   | 8,29   | 7,35   | 7,64   |       |
| Росія               | 17,9  | 8,4   | 13,95  | 20,44  | 20,60  | 16,99  | 20,94  | 20,5  |
| Іспанія             | 7,4   | 8,2   | 5,98   | 6,93   | 5.79   | 9,13   | 11,47  |       |
| Канада              | 9,5   | 7,6   | 8,01   | 7,12   | 7,89   | 8,38   | 10,74  | 8,9   |
| Австралія           | 7,9   | 7,3   | 8,22   | 9,17   | 13,51  | 9,25   | 10,13  | 13,5  |
| Туреччина           | 7,3   | 7,2   | 7,10   | 6,30   | 7,10   | 7,00   | 8,30   | 9,2   |
| Велика Британія     | 6,8   | 5,3   | 5,52   | 6,91   | 7,17   | 6,51   | 8,12   |       |
| США                 | 5,0   | 3,9   |        | 3,85   |        | 3,33   |        |       |
| Аргентина           |       |       | 5,16   | 2,90   | 3,74   | 5,06   | 4,48   |       |
| Казахстан           |       |       |        | 2,41   |        | 3.97   |        |       |
| Данія               |       |       |        | 3,55   | 3,99   | 3,485  |        |       |
| Польща              |       |       |        | 3,275  |        | 3,048  |        |       |
| Марокко             |       |       |        |        |        | 2,851  |        |       |
| Іран                |       |       |        | 3,212  |        | 2851   |        |       |
| Світове виробництво | 151,8 | 123,7 | 133,51 | 144,33 | 149,30 | 141,42 | 157,03 | 145,8 |
| Джерело: ФАО        |       |       |        |        |        |        |        |       |

У 2023 році світове виробництво ячменю становило 146 мільйонів тонн, причому 14 % від світового обсягу припадало на Росію (таблиця). Австралія, Франція та Німеччина були другими за величиною виробниками.
Світове виробництво ячменю у 2023 році посіла четверте місце серед зернових культур, поступаючись кукурудзі (1,2 мільярда тонн), рису (800 мільйонів тонн) та пшениці (799 мільйонів тонн).

## Шкідники
Серед комах-шкідників ячменю є попелиця, така як російська пшенична попелиця, гусениці, такі як совка, ячмінний борошнистий червець, та личинки дротяників з родів жуків-клікаків, таких як Aeolus. Пошкодження попелицею часто можна терпіти, тоді як совки можуть поїдати ціле листя. Дротяники вбивають розсаду, ому потребують обробки насіння або передпосівної обробки.
- Жук хлібний
- Муха гессенська

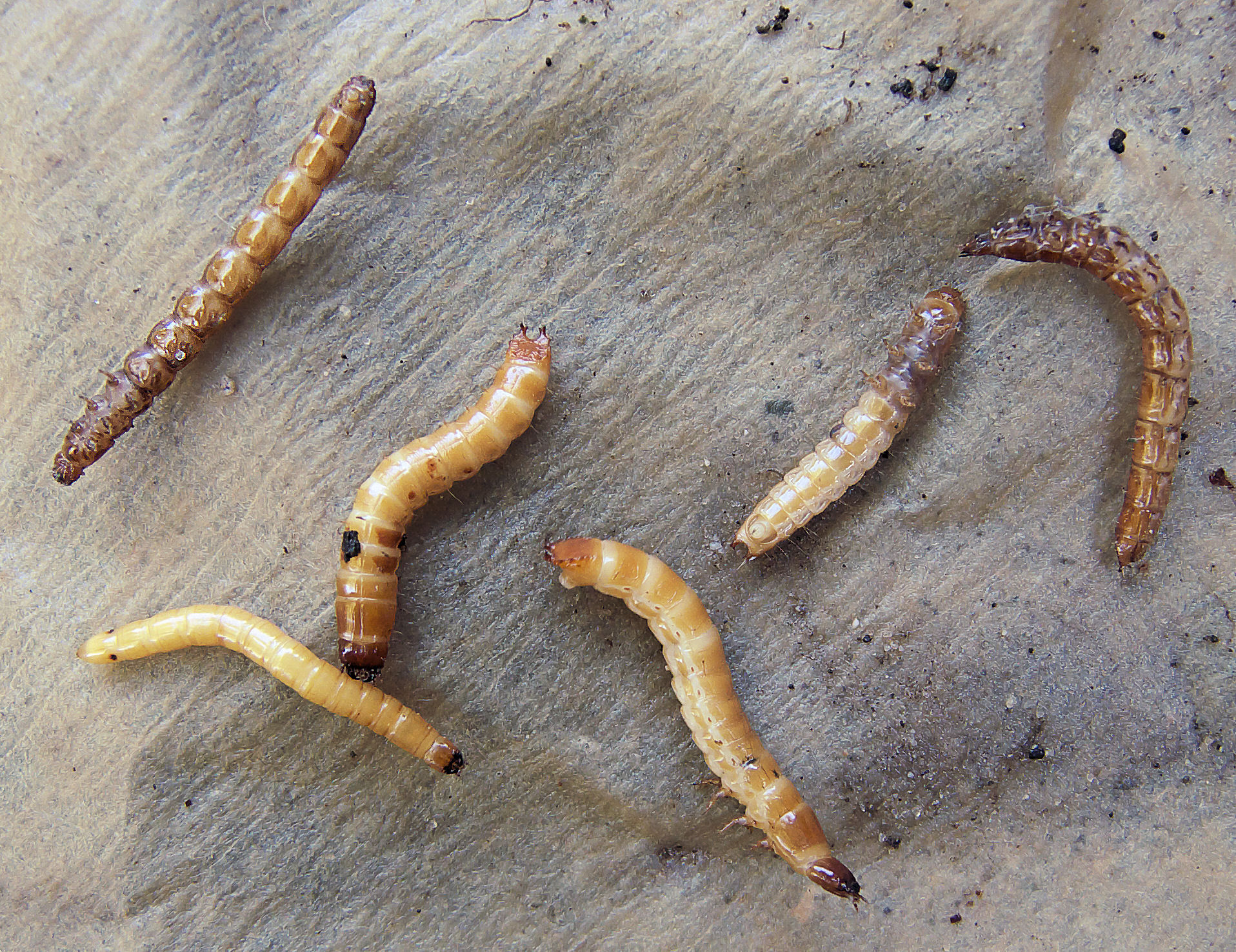
Дротяники, личинки жуків-клікалів, знищують сходи ячменю.
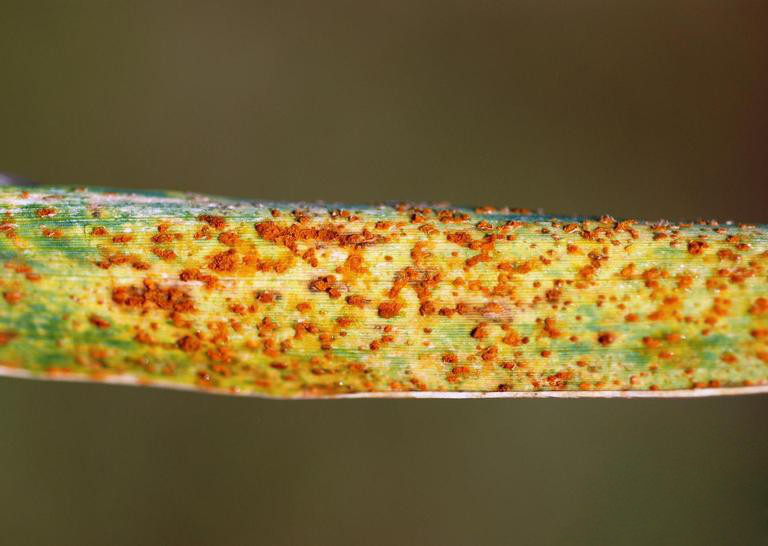
Іржа ячменю, хвороба, спричинена грибком Puccinia hordei

## Застосування

### Альгіцид
В Англії солома ячменю в сітчастих сумках плаває у рибних ставках чи водних садах, щоб допомогти зменшити ріст водоростей, не завдаючи шкоди рослинам чи тваринам ставка. Ячмінну солому не затвердили як пестицид, а її ефективність як альгіциду у ставках дала різні результати під час університетських тестів як у Штатах, так і в Британії.

### Корм для тварин
Половина ячменю Сполучених Штатів використовується на корм худобі. Ячмінь є дуже важливим кормовим зерном у багатьох куточках, які не зайняті кукурудзяним виробництвом, особливо в північних кліматичних зонах, наприклад у північній та східній Європі. Ячмінь є основним кормовим зерном у Канаді, Європі та на півночі США. Фінішна дієта з ячменю є одною з визначальних характеристик західно-канадської яловичини, що використовується у маркетингових кампаніях.

### Напої

#### Алкогольні напої

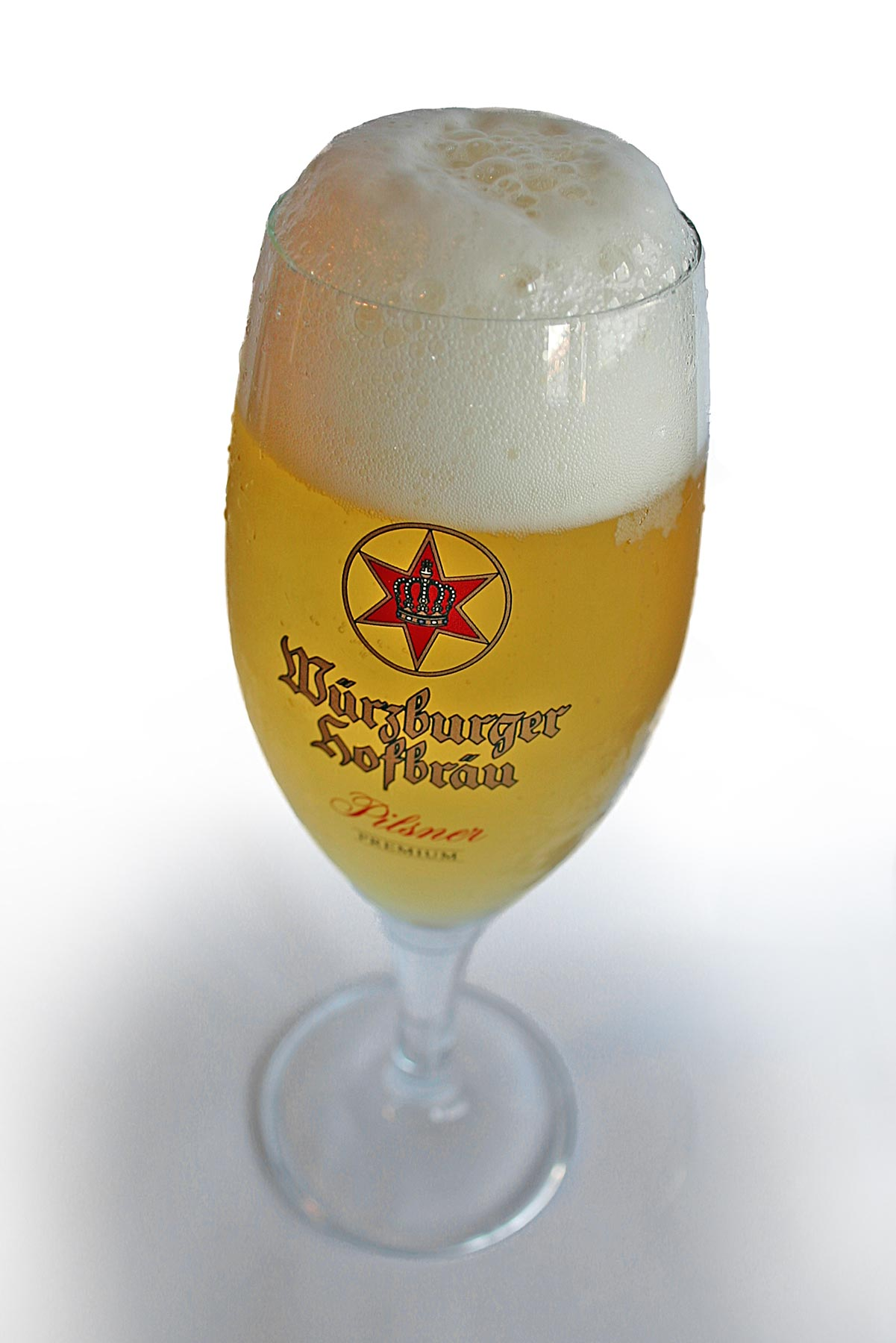
Пиво Вюрцбурзького пивного двору

Велика частина (близько 25 %) залишку використовується для вирощування солоду, для чого ячмінь є найкращим зерном.
 Він є ключовим інгредієнтом у виробництві пива та віскі. Дворядний ячмінь традиційно використовувався у німецькому та англійському пиві. Шестирядний ячмінь традиційно використовувався у американському пиві, але тепер обидва види використовуються повсюдно. Дистильоване із зеленого пива, віскі вироблялося спочатку в Ірландії та Шотландії в той час, як інші країни використовували ширший ряд джерел алкоголю такі як поширеніші в США кукурудзяне, житнє чи пшеничне віскі (дистильована горілка на відміну від пострадянської горілки, яка виробляється шляхом ректифікації). У Сполучених Штатах тип використовуваного зерна можна встановити по етикетці, якщо цей вид зерна становить 51 % і більше інгредієнтів та виконуються певні інші умови.
Ячмінне вино — це вид міцного пива з англійської пивоварної традиції. Інший алкогольний напій відомий за цією ж назвою був поширений у 18 столітті та готувався шляхом кипіння ячменю у воді, потім перемішувалась ячмінна вода з білим вином та іншими інгредієнтами як Огірочник лікарський, лимоном та цукром. У 19 столітті різні види ячмінного вина готувалися за старовинними грецькими рецептами.

#### Безалкогольні напої
Безалкогольні напої як ячмінна вода та ячмінний чай (називався мугітя в Японії) готувався шляхом кипіння ячменю у воді.
В Італії, Україні також використовується як замінник кави — caffè d'orzo (ячмінна кава). Цей напій отримується з гущі смаженого ячменю та готується як еспресо (можна готувати використовуючи кавові автомати). Набув поширення в Італії протягом фашистського періоду та війни, оскільки Італія потерпала від ембарго та боролася за імпорт кави. Такий замінник також був доступніший для бідних сімей, оскільки ячмінь часто вирощувався й обсмажувався вдома. Потім пропагувався і продавався як кавовий замінник для дітей. Зараз переживає відродження і може вважатися улюбленою альтернативою каві коли з причин безпеки для здоров'я не рекомендовано вживати кофеїн.
Ячмінь використовується при виробництві квасу.

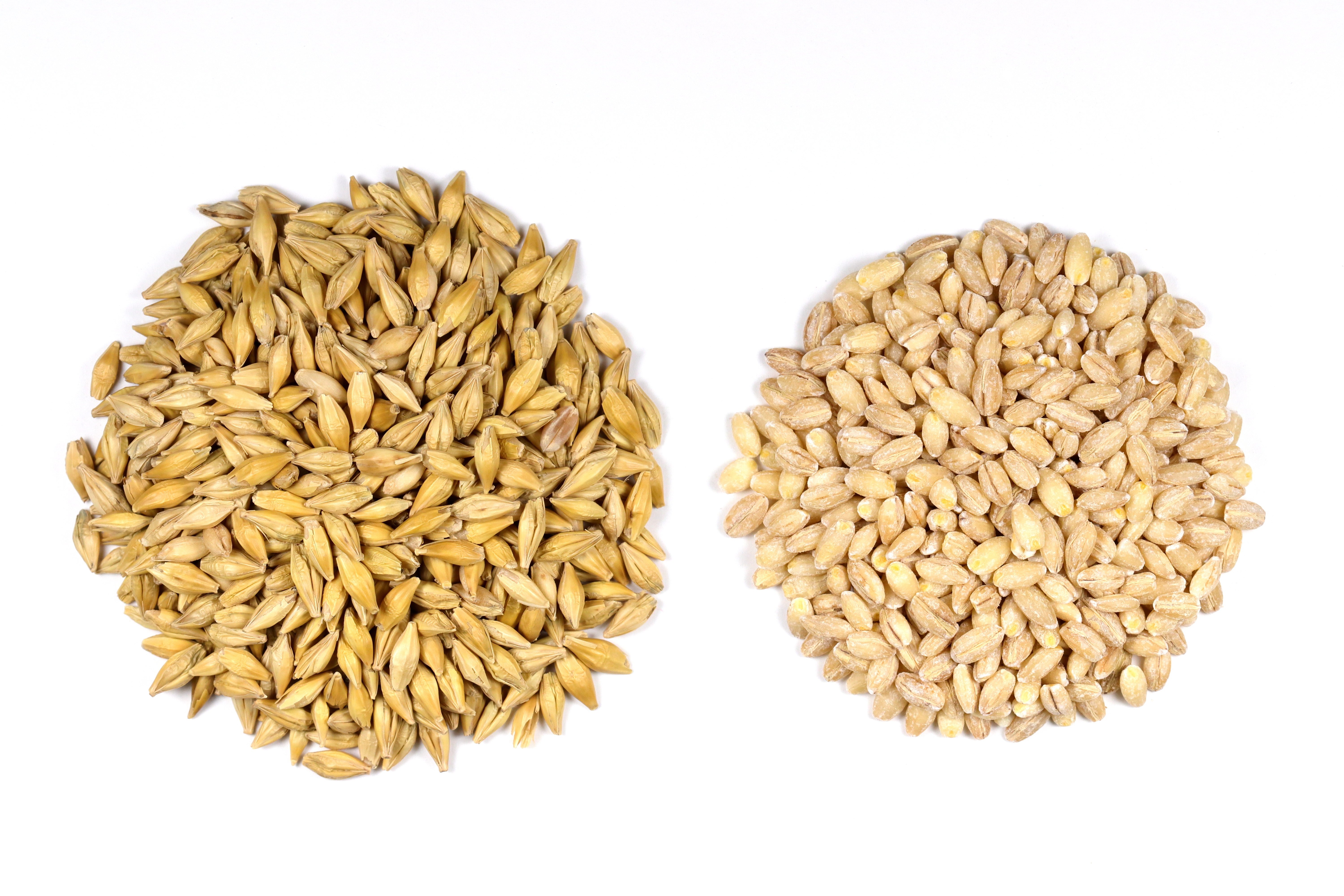
З зовнішньою оболонкою та без — перловка

### Харчовий продукт
Зерно ячменю використовують для приготування борошна, круп'яних виробів, кавового напою (перлова і ячна крупи).

### Вимірювання
Зерна ячменю використовувались в Англії для вимірювання, де три-чотири ячмінних зерна становили дюйм, а чотири-п'ять макових зерен дорівнювали одному ячмінному зерну. Офіційним еталоном дюйма було три ячмінних зерна, хоча вже у XIX столітті його було замінено сучасним визначенням дюйма. Ця одиниця вимірювання і досі використовується у розмірах взуття у Британії та США.
Ячмінь турецькою мовою буде «арпа», а феодальна система у Османській імперії використовувала термін арпалик, або «ячмінь-гроші», що означало додаткову зарплатню посадових осіб для покриття витрат на годування їхніх коней.

### Декорування
Нові стабілізовані варієгатні Hordeum vulgare, позначені як Hordeum vulgare varigate, просуваються для вирощування як декоративні рослини, які призначені для скубання домашніми улюбленцями — котами чи собаками.

### Інше
Ячмінь використовується також в медичних та косметичних цілях.

## Вплив на здоров'я
Згідно з даними Міністерства охорони здоров'я Канади та Управління з контролю за продуктами харчування та лікарськими засобами США, споживання щонайменше 3 грамів бета-глюкану ячменю на день може знизити рівень холестерину в крові, який є фактором ризику серцево-судинних захворювань. Вживання цільнозернового ячменю, зерна з високим вмістом клітковини, покращує регулювання рівня цукру в крові (тобто зменшує реакцію глюкози в крові на прийом їжі). Вживання пластівців для сніданку, що містять ячмінь, протягом тижнів або місяців покращує рівень холестерину та регуляцію глюкози. Ячмінь містить глютен, що робить його непридатним зерном для споживання людьми з розладами, пов'язаними з глютеном, такими як целіакія, нецеліакічна чутливість до глютену та алергія на пшеницю. Проте, деякі пацієнти з алергією на пшеницю можуть переносити ячмінь.

## Культура та фольклор
Згідно з Сунне, пророк Мухаммед вважав, що ат-тальбін або тальбіна — юшка з ячмінного борошна з молоком або медом — «заспокоює серце хворого і забирає з собою частину (його) печалі». Авіценна у своїй роботі XI століття «Канон лікарської науки» писав про цілющу дію ячмінної води, супу та бульйону при лихоманці. В Азії й зараз популярний чай зі смаженого ячменю.
В англійському фольклорі Джон Ячменне Зерно з однойменної народної пісні є уособленням ячменю, а також виготовлених з нього пива і віскі. У пісні Джон представлений як той, хто страждає від принижень, нападів і, зрештою, смерті, що відповідає різним етапам вирощування ячменю. Образ Джона Ячмінне Зерно може бути пов'язаний з древніми богами германо-скандинавської міфології Міміром або Квасиром.

## Галерея

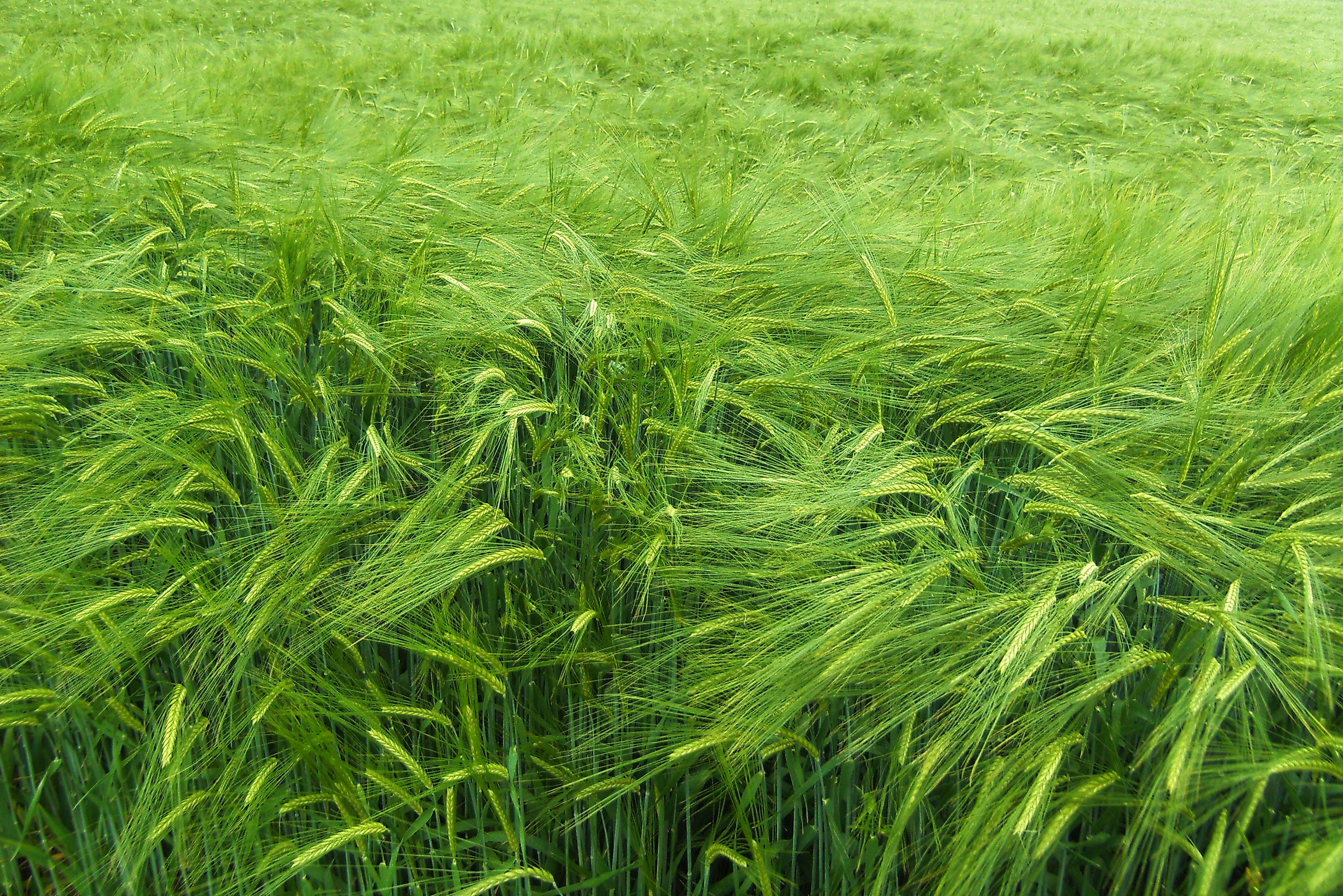
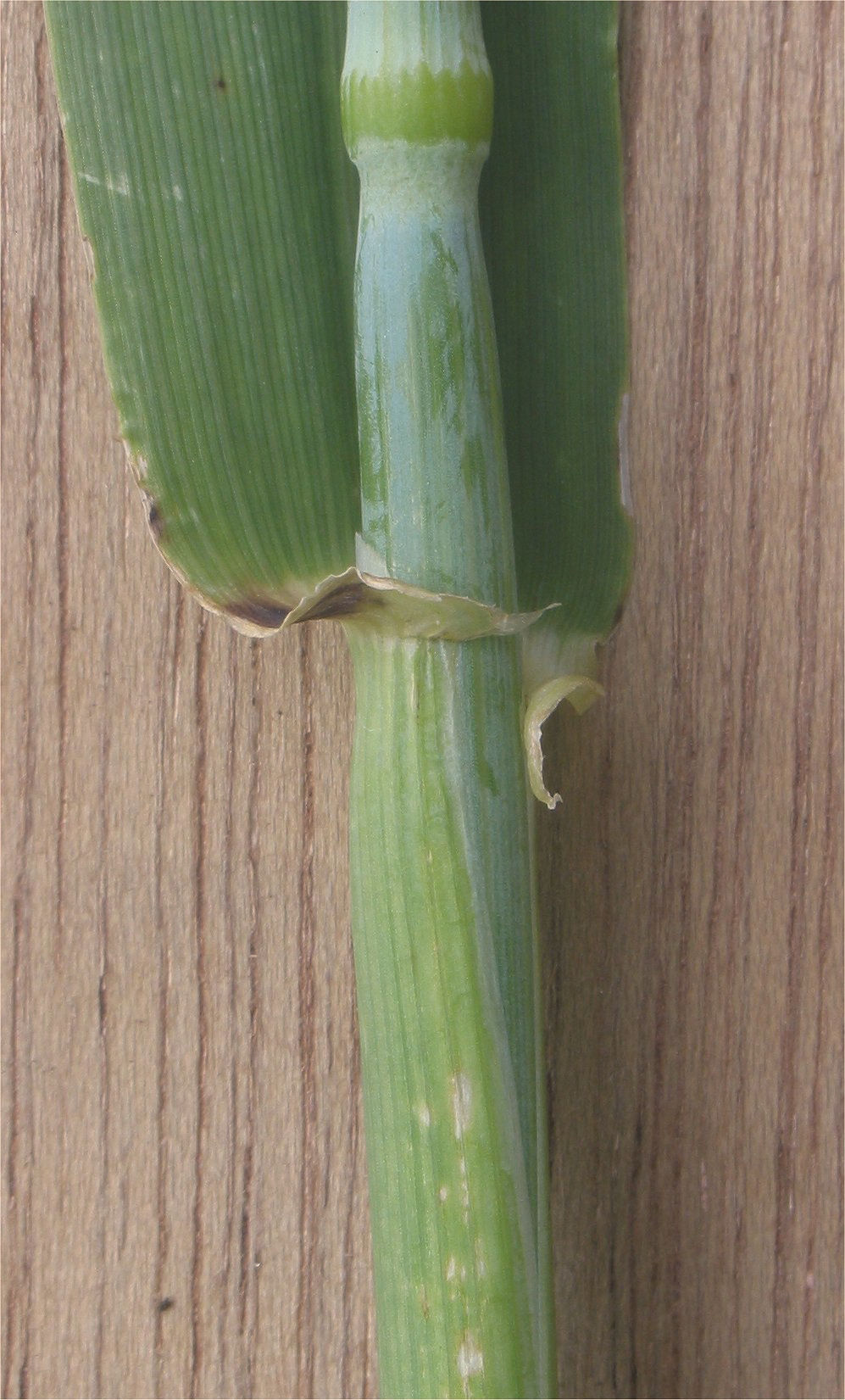
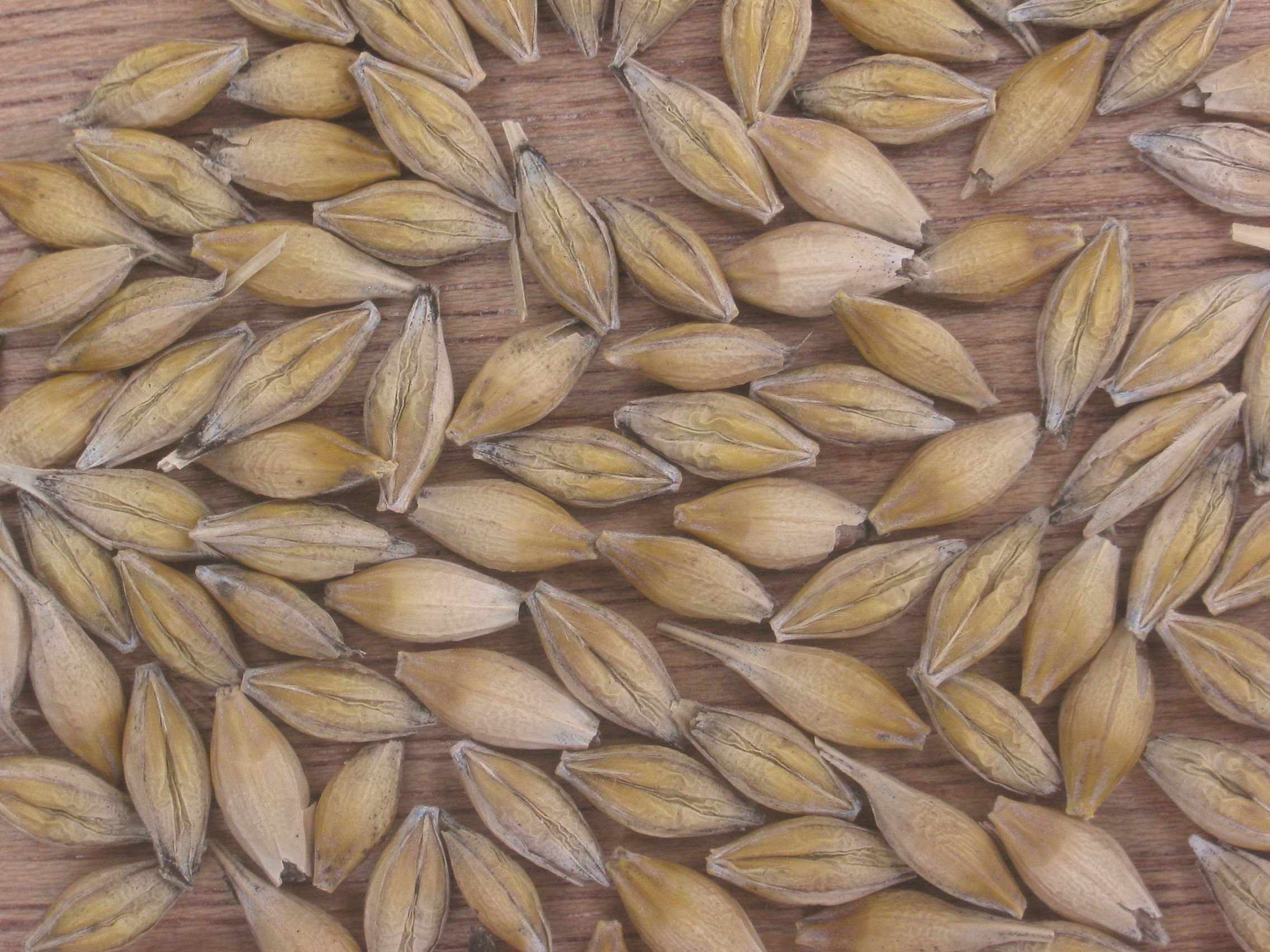
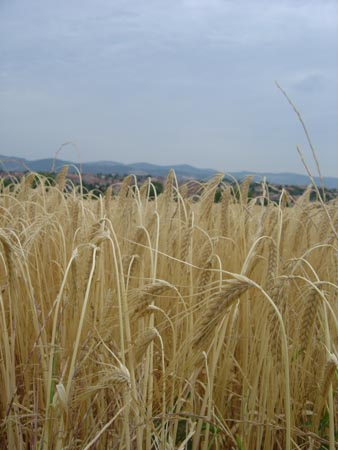